# گمینا نووه میاستو
گمینا نووه میاستو (به لهستانی:  Gmina Nowe Miasto) یک گمینا در لهستان است که در شهرستان پوونگسک واقع شده‌است. گمینا نووه میاستو ۱۱۸٫۳۵ کیلومتر مربع مساحت و ۴٬۷۲۴ نفر جمعیت دارد.